# Art (groupe de musique)
 (janvier 2024).
Si vous disposez d'ouvrages ou d'articles de référence ou si vous connaissez des sites web de qualité traitant du thème abordé ici, merci de compléter l'article en donnant les références utiles à sa vérifiabilité et en les liant à la section « Notes et références ».
Pour les articles homonymes, voir Art et The Opposition.
Art, anciennement The Opposition ou The New Opposition, est un groupe de musique britannique fondé à Leicester en 1965. Alors composé de John Deacon et Clive Castledine à la guitare, Richard Young au chant et Nigel Bullen à la batterie, le groupe décide quelques mois plus tard (en avril 1965) de se séparer de Castledine qui « avait un niveau trop en-dessous de autres ». Il fut remplacé par Pete Bart et Deacon, déjà à la guitare rythmique, pris également une guitare basse. Avec cette nouvelle composition, ils décident de se nommer The New Opposition.
En janvier 1967, alors que le groupe commençait d'avoir du succès, il reprend son nom d'origine avant de changer finalement pour Art en mars 1968.
Poursuivant ses études, Deacon dut quitter le groupe en août 1968. Quelques années plus tard, il rejoindra Queen.